# L'Esclave blanc
Ne doit pas être confondu avec L'Esclave blanche (homonymie).
Pour plus de détails, voir Fiche technique et Distribution.
L'Esclave blanc est un film franco-italien réalisé par Jean-Paul Paulin, sorti en 1936.

## Synopsis
Le propriétaire d'une plantation en Afrique fait venir sa fille pour l'aider. Son employé, Georges, le seul blanc de la région, tombe amoureux d'elle, mais son père s'oppose à cette liaison.

## Fiche technique
- Titre italien : Jungla nera
- Réalisation : Jean-Paul Paulin
- Scénario : Ernesto Quadrone
- Photographie : Mario Craveri
- Montage :
- Musique : Daniele Amfitheatrof, Gino Filippini
- Société de production : S.A.F.I.S., Artisti Associati
- Pays de production :  France,  Royaume d'Italie
- Format : Noir et blanc — 35 mm — 1,37:1 — Son : Mono
- Genre : Film dramatique
- Durée : 77 minutes (1 h 17)
- Date de sortie : 
  - France : 2 octobre 1936[1]

## Distribution
- George Rigaud : Andrea
- Luisa Garella : La fiancée
- Egisto Olivieri : Le père
- Sanlure : Miriam
- Dig Doro
- Jeannette Ferney